# Ярцев, Пётр Михайлович
Пётр Михайлович Ярцев (1870—1930) — русский театральный критик, драматург, режиссёр. Был близким знакомым Б. К. Зайцева.

## Биография
Родился в Москве в 1870 году.
Публиковался в журналах «Театр и искусство», «Золотой руно», «Правда», «Современная жизнь» и др.
Автор пьес «Волшебник», «Земля», «Брак» (1900, Театр Литературно-художественного общества и Театр Ф. А. Корша), «У монастыря» (1904, МХТ), «Милое чудо» (1910, театр К. Н. Незлобина) и др.
С 1906 года заведовал литературным отделом в драматическом театре В. Ф. Комиссаржевской. Принимал участие как режиссёр в постановках этого театра — «Вечная сказка» С. Пшибышевского, «В городе» С. С. Юшкевича (совместно с В. Э. Мейерхольдом), «Жизнь Человека» Л. Н. Андреева. После ухода Мейерхольда от Комиссаржевской в 1907 году стал членом оргкомитета по созданию в Москве Театра Мейерхольда, который так и не был открыт. В 1908 году был приглашён заведующим драматическим отделением театрального училища М. Е. Медведева в Киеве.
В 1910 году открыл собственную театральную школу в Москве.
В 1912 году он — редактор театрального отдела газеты «Речь», где напечатал множество театральных очерков, закрепивших за ним репутацию тонкого знатока и теоретика драматического искусства. Выступая как художественный критик, Ярцев писал и на общелитературные темы, а также о жизни русской церкви: с большим интересом были встречены его «Очерки Оптиной пустыни».
С 1921 года в эмиграции в Болгарии. В 1922—1923 годах художественный руководитель «Задружного театра». В 1923 году открыл в Пловдиве «Камерный театр». Преподавал историю и вопросы сценического искусства на курсах при Народном театре в Софии (с 1924) и драматической школе Н. О. Массалитинова. Постоянно публиковался в эмигрантской и болгарской прессе, выступал с лекциями.
Умер в Софии в 1930 году; похоронен на Русском кладбище.